# Cleistanthus insularis
Cleistanthus insularis är en emblikaväxtart som beskrevs av Ryozo Kanehira. Cleistanthus insularis ingår i släktet Cleistanthus och familjen emblikaväxter. Inga underarter finns listade i Catalogue of Life.